# Vila Flor (Portugal)
Vila Flor is een gemeente in het Portugese district Bragança.
De gemeente heeft een totale oppervlakte van 266 km² en telde 7913 inwoners in 2001.

## Plaatsen in de gemeente
- Assares
- Benlhevai
- Candoso
- Carvalho de Egas
- Freixiel
- Lodões
- Mourão
- Nabo
- Róios
- Samões
- Sampaio
- Santa Comba de Vilariça
- Seixo de Manhoses
- Trindade
- Vale de Torno
- Vale Frechoso
- Vila Flor
- Vilarinho das Azenhas
- Vilas Boas

Alfândega da Fé · Bragança · Carrazeda de Ansiães · Freixo de Espada à Cinta · Macedo de Cavaleiros · Miranda do Douro · Mirandela · Mogadouro · Torre de Moncorvo · Vila Flor · Vimioso · Vinhais